# Trasologie

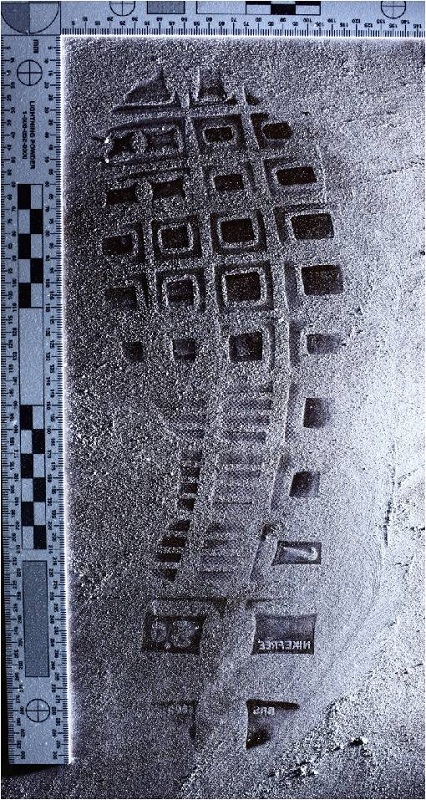
Stopa obuvi

Trasologie je kriminalistický obor, který se zabývá zkoumáním stop (např. obuvi, nohou, pneumatik apod.).

## Trasologické stopy
Trasologické stopy mohou být plošné nebo objemové. Dále se dělí na:

### Stopy obuvi a bosých nohou
Plošná stopa bosé nohy se nazývá plantogram (někdy také podogram). Pokud má znaky papilárních linií, zkoumá se v rámci daktyloskopie.
U obuvi je z hlediska expertizy důležitá podešev, podpatek a podrážka. Plošné stopy obuvi a bosých nohou se nalézají většinou v objektech, naproti tomu objemové v terénu.

### Lidského pohybu (lokomoce)
Jedná se o tzv. pěšinku lokomoce. Důležitý je způsob kladení chodidel, délka kroku, dále pak šířka chůze, poloha chodidel apod. Měření je nutno provést u několika stop současně, z čehož se pak vypočítají průměrné hodnoty.

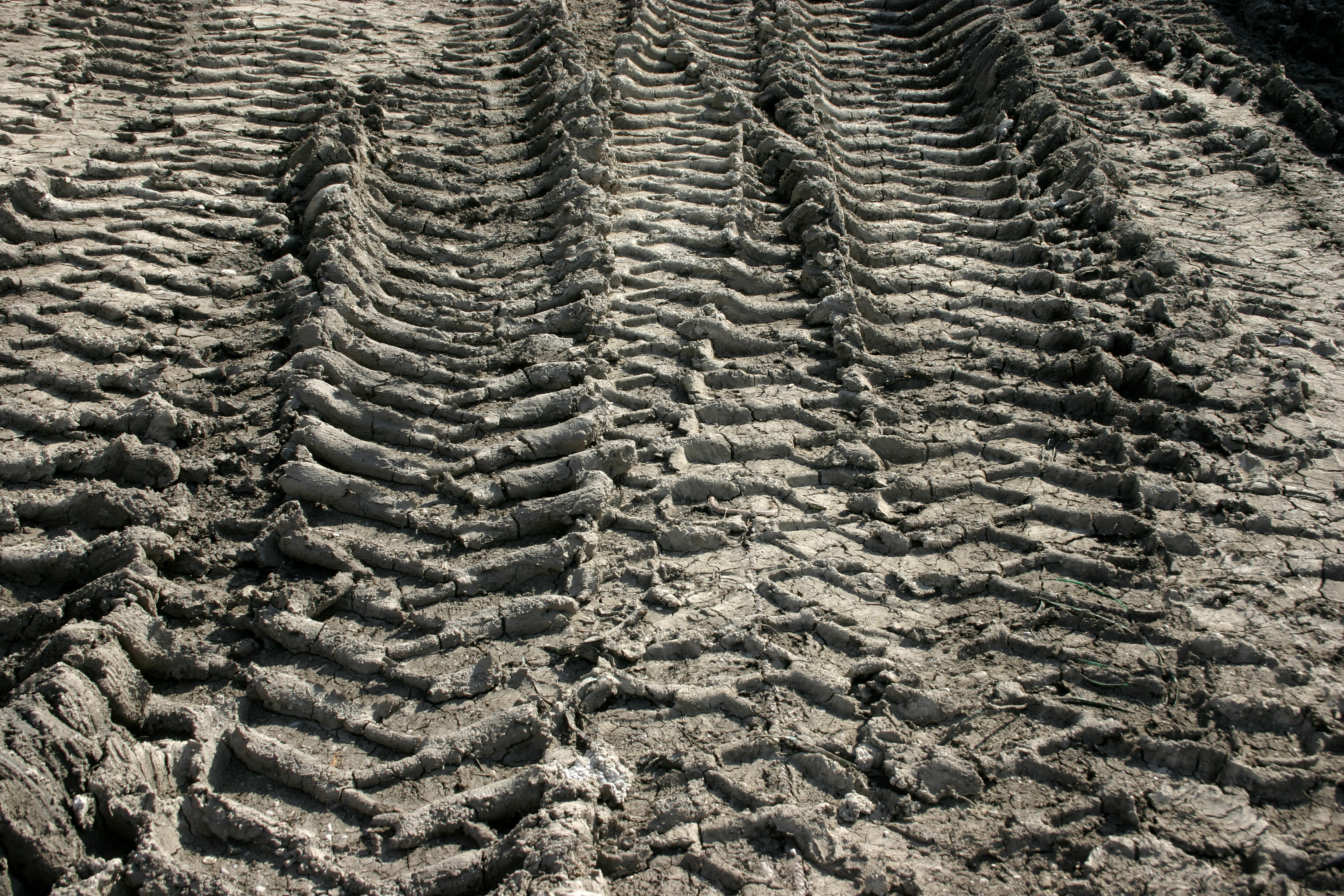
Stopy pneumatik

### Dopravních prostředků
Zahrnují se sem stopy pneumatik, pásových vozidel i jiných vozidel, např. saní.
I zde se může jednat o plošné i objemové stopy. Plošné jsou typické pro pásová vozidla, lyže nebo saně.
Při zkoumání pneumatik je důležitý rozměr, rozvor a rozchod, tvar a dezén.

### Jiné
Stopy zubů, uší, rtů, loktů nebo jiných částí lidského těla (vyjma těch, na nichž jsou zřejmé papilární linie), dále se mohou zkoumat stopy zvířecích nohou, stopy berlí apod.
Trasologie je užívaná i ke zkoumání historického tesařství na krovech a roubených konstrukcích, případně k interpretaci stop po opracování v užitém umění. Přesnější je ale její zahrnutí pod Mechanoskopii protože se zabývá stopami nástrojů.

## Zajištění trasologických stop
Stopy se mohou zajistit několika způsoby:
- v originále - to znamená, že část předmětu, na kterém je stopa vytvořena (nebo dokonce celý předmět), se odebere. Např. stopa na papíře, dřevu apod.
- odlitkem - to je možné jen u objemových stop. K odlévání se používá sádra nebo jiný materiál. Je třeba dát pozor na to, nakolik je povrch náchylný k teplotním změnám. Např. k odlití stopy ve sněhu se do sádry přisypává sůl nebo lze pro tyto účely použít speciální prášek či vosk.
- ofotografováním - fotografují se stopy plošné i objemové. Vždy je třeba ke stopě přiložit měřítko. Plošné se pak zdokumentují i odebráním na fólii, objemové odlitím. U objemových stop je při fotografování třeba dát pozor na stíny, které by mohly výsledek narušit.
- sejmutím na daktyloskopickou fólii - snímají se plošné stopy. Postup je obdobný jako u otisků prstů.
- zapečení na termopřístroji - lze využít pro stopy, při nichž guma přišla do styku s papírem. Papír se nejprve popráší práškem, následně se na něj položí krycí papír a obě dvě vrstvy se dají do termopřístroje.
- elektrostatickým prašným snímáním - otisk se přenese na fólii díky prachovým částicím nabitým vysokým napětím.

Stopy se často musí zviditelnit, aby je bylo možné zajistit. Je možné je zviditelnit pomocí vhodného osvětlení (např. šikmého světla), pomocí prášku, který se rozptýlí po stopě, nebo např. pomocí chemikálie. Vždy je nutno zajistit všechny stopy na místě činu, přitom dát přednost metodám nedestruktivním (ofotografování) před těmi destruktivními (odlití). Stopy se vždy zajišťují celé.